# Nietuja
Nietuja – część wsi Sulisławice w Polsce, położona w województwie świętokrzyskim, w powiecie sandomierskim, w gminie Łoniów. Nie ma sołtysa, należy do sołectwa Sulisławice.
W latach 1975–1998 Nietuja położona była w województwie tarnobrzeskim.